# Glacera de la Plate des Agneaux
La glacera de la Plate des Agneaux és una glacera alpina, situada al departament francès dels Alts Alps. Neix a l'est d'una cresta que connecta la Grande Ruine a Roche Faurio, al Massís dels Escrinhs, i constitueix la font de la Romanche, a Oesen. S'entén per una superfície de 2 km² en una llargària de 4 km, amb una amplada de 0,6 km. La seva altitud va des dels 2.200 m fins als 3.000 m.

## Glaceres tributàries
- Glacera superior des Agneaux
- Glacera de la Casse Déserte
- Glacera de Tombe Murée
- Glacera de la Roche Faurio
- Glacera des Agneaux

## Cims circumdants
- Pointe Breevort 3.765m
- Pic Maître 3.726m
- Roche Méane 3.712m
- Pic Bourcet 3.735m
- Tête de Charrière 3.448m
- Têtes de la Somme 3.389m
- Roche Faurio 3.730m
- Roche Paillon 3.636m
- Roche d'Alvau 3.628m
- Pic de Neige Cordier 3.614m
- Pic d'Arsine 3.272m
- Pic de Chamoissière 3.207m